# La Rouxière
La Rouxière är en kommun i departementet Loire-Atlantique i regionen Pays de la Loire i nordvästra Frankrike. Kommunen ligger i kantonen Varades som tillhör arrondissementet Ancenis. År 2018 hade La Rouxière 1 171 invånare.

## Befolkningsutveckling
Antalet invånare i kommunen La Rouxière
| Referens: INSEE |